# Trevor Bauer
Trevor Andrew Bauer (North Hollywood, Estados Unidos, 17 de enero de 1991) es un lanzador de béisbol profesional y segunda base en los años 2019. Actualmente juega para los Yokohama DeNA BayStars de la Liga Japonesa de Béisbol Profesional (NPB). Anteriormente jugó para los Diamondbacks de Arizona, los Indios de Cleveland, Rojos de Cincinnati y Los Angeles Dodgers de las Grandes Ligas (MLB) y los Diablos Rojos del México de la Liga Mexicana de Béisbol (LMB).

## Primeros años
Bauer tenía una fascinación infantil por el pitcheo, a menudo practicando solo fuera de sus lecciones privadas. Después de tres temporadas con William S. en Hart High School, que culminaron en un tercer año en el que registró un promedio de carreras limpias de 0.79, Bauer decidió graduarse un año antes e inscribirse en la Universidad de California en Los Ángeles. Él y su compañero Gerrit Cole ayudaron a llevar a UCLA a una racha ganadora de 22 juegos y una aparición en la Serie Mundial Universitaria como estudiantes de segundo año en 2010, y al año siguiente, Bauer ganó el Premio Golden Spikes y el Premio Lanzador Nacional del Año. Los Diamondbacks lo seleccionaron tercero en la general en el 2011 MLB Draft, e hizo su debut en las Grandes Ligas en junio siguiente, el primer miembro de su clase de draft en llegar a las mayores.

## Dodgers de Los Ángeles
Quedó como agente libre después de la temporada 2020, firmó un contrato de tres años con Los Angeles Dodgers en febrero de 2021. Lideró la liga tanto en ponches como en entradas lanzadas hasta el 2 de julio, pero pasó el resto de la temporada en licencia administrativa impuesta por la  MLB que investigó las denuncias de agresión sexual en su contra.

## Yokohama DeNA BayStars
El 13 de marzo de 2023 firmó un contrato de 4 millones de dólares por un año con el Yokohama DeNA BayStars de la Liga Japonesa de Béisbol Profesional. El 3 de mayo de 2023, realizó su primer juego confrontando al Hiroshima Toyo Carp, el cual ganó por 4 a 1. Fue seleccionado para participar en el juego de estrellas del béisbol profesional nipón. Obtuvo 10  victorias y 4 derrotas con un promedia de carreras limpias permitidas (ERA) de 2.76, 130 ponches (SO) en 130 2/3 entradas. 

## Diablos Rojos del México
El 18 de marzo de 2024, Bauer anunció que había firmado un contrato para jugar 6 partidos con los Diablos Rojos del México en la Liga Mexicana de Béisbol, compromiso que extendió para toda la temporada de 2024 el día 25 de mayo. Participó en un juego de exhibición contra los New York Yankees, el 24 de marzo en el estadio Alfredo Harp Helú, de una serie de dos juegos que ganó el equipo local. El 21 de abril abrió el primer juego contra los Bravos de León logrando ponchar a 14 bateadores, 9 al hilo en seis entradas, siendo la cuarta entrada inmaculada. Al ponchar a 9 bateadores al hilo empató el récord establecido por José Ramón López en 1964 en la Liga Mexicana, la cual también había alcanzado Gary Williams en 1979. El 21 de junio de 2024, en el primer juego de la serie contra los Guerreros de Oaxaca, lanzó 8.2 entradas estableciendo el récord de 19 ponches (SO) en un juego de 9 entradas, con esta actuación superó la marca de 15 ponches del equipo de los Diablos Rojos que pertenecía a Enrique Romo establecida en 1976 y superó la marca de 18 ponches de la Liga Mexicana de Béisbol que habían logrado  Martín Dihigo en 1939, Lino Donoso en 1951 y Ricardo Sandate en 1974.

## Vida personal

### Empresas de negocios
Además de lanzar, Bauer está interesado en comercializar el deporte del béisbol, particularmente en respuesta a lo que percibe como negatividad de los comentaristas deportivos durante los juegos. En 2019, fundó una compañía de producción de videos llamada Momentum Films, con la intención de mostrar las historias de los jugadores de béisbol profesionales, así como sus personalidades fuera del campo. Además de Momentum, que tiene una asociación de contenido con FOX Sports, Bauer graba blogs de videos de YouTube sobre béisbol y  podcast llamado Bauer Bytes.